# フアン・パブロ・モンテス
フアン・パブロ・モンテス・モンテス（Juan Pablo Montes Montes 、1985年10月26日 - ）は、ホンジュラス・スラコ出身のプロサッカー選手。サッカーホンジュラス代表。CDオリンピア所属。ポジションはDF。

## 経歴

### クラブ
2006年、アトレティコ・オランチャノでプロデビュー。以来、ホンジュラス国内のクラブを渡り歩いている。

### 代表
2013年1月に開催されたコパ・セントロアメリカーナのエルサルバドル代表戦でホンジュラス代表デビュー&初ゴール。翌年にはブラジルで開催されたワールドカップに参加したが、出場機会は無かった。

## 所属クラブ
- アトレティコ・オランチャノ 2006-2007
- CDヴィクトリア 2007-2011
- CDSヴィダ 2011
- CDネカクサ 2012
- プラテンセFC 2012-2013
- FCモタグア 2013-2021
- CDSヴィダ 2021-2022
- CDオリンピア 2022-

## 代表歴

### 出場大会
- ホンジュラス代表
  - 2014 FIFAワールドカップ

### 試合数
- 国際Aマッチ 16試合 2得点（2013年-2015年）[2]

| ホンジュラス代表 | 国際Aマッチ | 国際Aマッチ |
| 年               | 出場        | 得点        |
| ---------------- | ----------- | ----------- |
| 2013             | 9           | 1           |
| 2014             | 6           | 0           |
| 2015             | 1           | 1           |
| 通算             | 16          | 2           |